# Hi-yunk
Hi-yunk（ハイユンク、1984年9月25日 - ）は、日本の男性ミュージシャン、音楽プロデューサー、ソングライター、編曲家。東京都足立区出身。BACK-ONで活動する際はKENJI03名義を用いている。エイベックス・マネジメント所属。妻は歌手の倖田來未。1児の父。

## 経歴
2002年にロックバンドBACK-ONのメインボーカル/MC/ギターとして、活動を開始。BACK-ONでは、『仮面ライダーガッチャード』、『ガンダムビルドファイターズ』、『ガンダムビルドメタバース』、『FAIRY TAIL』、『エア・ギア』、『アイシールド21』、TVドラマ『ケータイ捜査官7』、『新宿スワン』、『テイルズ オブ ザ ワールド レディアント マイソロジー2』、『新劇場版 頭文字D Legend2-闘走-』、『ダイドーブレンド & デミタス』『ダイドードリンコ缶コーヒー』のCMソングなど数多くの主題歌やタイアップ曲を担当。
GReeeeNとBACK-ONがコラボレーションした、音楽ユニットBAReeeeeeeeeeNが2008年10月1日に発売したシングル「足跡」で、オリコン週間シングルチャート7位を記録。カシオ計算機『EXILIM』、麒麟麦酒『キリンスムース』のテレビCM同時タイアップされ放送された。
2014年12月17日に発売されたBACK-ONの15thシングル『セルリアン/Silent Trigger』がオリコン週間シングルチャート10位にランクインし、BACK-ON単独名義でオリコン週間TOP10入り。
BACK-ON名義で、Kis-My-Ft2やテレビアニメ『ONE PIECE』主題歌などへ楽曲提供。
BACK-ONとしてのライブ活動は日本だけでなく、アメリカ、台湾、ドイツ、カナダ、ブラジル、メキシコ、フランス、オランダ、シンガポール、マレーシア、インドネシア、フィリピン、香港、中国本土のフェスなどに出演、アジア、アメリカ、ヨーロッパ、南米と世界各所から出演オファーが毎年常に届き、海外からも音楽性とライブパフォーマンスで高い評価を得ている。
2019年7月11日より、東方神起が歌う、テレビ朝日系テレビドラマ『サイン -法医学者 柚木貴志の事件-』の主題歌「ミラーズ」をHi-yunkが作曲、編曲で楽曲提供。
2020年10月14日に発売された、LiSAの『劇場版 鬼滅の刃 無限列車編』主題歌で、17thシングル「炎」に収録されている楽曲「Leopardess」をHi-yunkが作曲/編曲で楽曲提供。
2020年11月21日より配信開始した、14人新体制でのEXILE 第一弾ニューシングル『RED PHOENIX』にHi-yunkが作曲陣に加わり、楽曲提供。
2021年2月10日にリリースされた、関ジャニ∞が歌うフジテレビ系ドラマ『知ってるワイフ 』の主題歌、「キミトミタイセカイ」を作詞/作曲/編曲で楽曲提供。2月16日発表の最新「オリコン週間シングルランキング」で初登場1位を獲得した。また、ボーカルディレクションとして参加したレコーディングの密着映像が、『関ジャム 完全燃SHOW』にて放送された。
2021年10月21日より、LDH×ラルフ・ローレンの新コレクション発売、ポロ ラル・フローレンのブランデッドムービーに起用された、EXILEの楽曲『DOWN TOWN TOKYO』にHi-yunkが作曲陣に加わり、楽曲提供。
2022年1月より放送開始のアニメ「錆色のアーマ−黎明−」にて佐藤大樹が歌う挿入歌「Blue Eyes」を、Hi-yunkとEXILE SHOKICHIの共作で楽曲提供。
2022年3月16日に発売した、東方神起の日本デビュー16周年の歴史で日本初のミニアルバム「Epitaph」のタイトル曲「Epitaph -for the future-」をHi-yunkが作詞/作曲/編曲で楽曲提供。発売日と同時にMVも公開された。
2022年9月4日から放送開始の、倖田來未×湘南乃風が歌う、「仮面ライダーギーツ 」主題歌「Trust・Last」を作曲/編曲で楽曲提供。2023年3月15日発表の最新「オリコン週間デジタルシングルランキング」で初登場1位を獲得。
2022年11月7日に、BiSHの12ヶ月連続リリース第11弾「脱・既成概念」を、Hi-yunk、白濱亜嵐、SLAYの共作で楽曲提供。また、4月に初開催されたBiSH初の楽曲コンペにて選出された楽曲で、一般応募フォームから応募し純粋な楽曲選考を勝ち抜いて選曲された。
2022年12月23日に、全国公開される映画「仮面ライダーギーツ×リバイス MOVIEバトルロワイヤル 」の倖田來未が歌う主題歌、「Change my future」を、Hi-yunk、白濱亜嵐、SLAYの共作で作曲/編曲で楽曲提供。
2022年12月15日に発売した。テレビ番組水曜日のダウンタウン内の企画、モンスターラブにて、クロちゃんプロデュースのアイドルグループ都内某所のデビュー曲「クッキー」をHi-yunkが作曲/編曲で楽曲提供。水曜日のダウンタウンにて、「クッキー」の楽曲制作密着シーンにはKENJI03も出演し放送された。
2024年2月14日に自身が歌うソロプロジェクトの第一弾に、元SPYAIRのボーカル「IKE」をゲストに迎えて、配信シングル「Good Bye Forever feat.IKE」をリリース。
2024年4月26日～5月19日の期間中開催された、NewJeansとSHIBUYA109の初コラボ企画〈NewJeans × SHIBUYA109 45th ANNIVERSARY CAMPAIGN〉のCM動画のビートをHi-yunkが制作し提供。

## 人物
台湾人（台湾原住民のタイヤル族）の母親と日本人の父親の日台ハーフ。中国語が堪能で、台北日本人学校の小学部で半年間勉強したこともある。
音楽を始めた当時から「AIR（車谷浩司）」が憧れのギター/ボーカルだと各種メディアで発言。
作家名Hi-yunkの名前の由来は、母親の母国台湾で台湾原住民タイヤル族の言葉で付けられた、日本人の父親のニックネームHiyunに自身のイニシャル「K」を足して作ったと、BACK-ONのファンクラブサイトClanにてファンからの質問に回答し明かした。

## 「Hi-yunk」としてのソロ作品
Good Bye Forever feat.IKE
Epitaph－for the future（東方神起への提供曲）
MUSTO GO（豆柴の大群への提供曲）

## 「Hi-yunk」としての提供作品
EXILE
- 「AKANEGUMO」（作曲/編曲）
- 「RED PHOENIX」（作曲/編曲）
- 「DOWN TOWN TOKYO」（作曲/編曲）
- 『NEO UNIVERSE』（作曲/編曲）

東方神起
- 「Epitaph－for the future」（作詞/作曲/編曲）
- 「ミラーズ」（作曲/編曲）
- 「Hello」（作曲/編曲）
- 「目隠し」（作曲/編曲）
- 「The Reflex」（作詞/作曲/編曲）
- 「T.R.H.M」（作詞/作曲/編曲）

LiSA
- 「Leopardess」[6]（作曲/編曲）

SUPER EIGHT（関ジャニ∞）
- 「キミトミタイセカイ」（作詞/作曲/編曲）『知ってるワイフ』主題歌。2021年2月16日発表の最新「オリコン週間シングルランキング」で初登場1位を獲得。
- 「LIFE GOES ON」（作詞/作曲/編曲）

NewJeans × SHIBUYA109 45th ANNIVERSARY CAMPAIGN CM曲(作曲/編曲)
倖田來未×湘南乃風
- 「Trust・Last」（作曲/編曲）『仮面ライダーギーツ』主題歌。2023年3月15日発表の最新「オリコン週間デジタルシングルランキング」で初登場1位を獲得。

BiSH
- 「脱・既成概念」（作曲/編曲）

豆柴の大群都内某所 a.k.a. MONSTERIDOL
- 「わんダーらんど」（作曲/編曲）
- 「Shot out to good show!」（作曲/編曲）
- 「HiGH HOPES」（作詞/作曲/編曲）
- 「イカサマダンス」（作曲/編曲）
- 「Break out」（作曲/編曲）

豆柴の大群
- 「りロード」（作曲/編曲）
- 「MUST CHANGE」（作曲/編曲）
- 「MAMESHiBA ON THE STAGE」（作曲/編曲）
- 「MUST GO」（作曲/編曲）
- 「マラマーラ」（作詞/作曲/編曲）
- 「ミステリアスパーティー」（作詞/作曲/編曲）

ナオ・オブ・ナオ
- 「FLASH BACK」（作曲/編曲）

都内某所
- 「クッキー」（作曲/編曲）
- 「ハバナイスデーイ」（作曲/編曲）
- 「TONAi GiRL'S」（作詞/作曲/編曲）
- 「LiKE OR LOVE」（作詞/作曲/編曲）
- 「COTTON CANDY STORY」（作詞/作曲/編曲）
- 「Sweet Home」（作詞/作曲/編曲）

GENERATIONS from EXILE TRIBE
- 「Love is ?」（作曲/編曲）
- 「NOW or NEVER」（作曲/編曲）

Do As Infinity
- 「紡ぎ」（作詞/作曲/編曲）

lecca
- 「0→1」（編曲）

NEWS
- 「SuperSONIC」（作曲/編曲）

PKCZ
- 「GLAMOROUS (PKCZ® DubRock REMIX)」（編曲）

ALAN SHIRAHAMA
- 「THE VOW」（Guitar Arrange）

EXILE SHOKICHI
- 「Underdog」（作曲/編曲）
- 「ROCKET DIVE」（編曲）
- 「Y.L.S.S. Remix feat. PKCZ® & CRAZYBOY」（作曲/編曲）

THE JET BOY BANGERZ
- 「RAGING BULL」（作詞/作曲/編曲）

超回転 寿司ストライカー The Way of Sushido
- 「スシNo.1」、ニンテンドー3DS/Nintendo Switchソフト（作詞/作曲/編曲）

佐藤大樹 （FANTASTICS from EXILE TRIBE）
アニメ「錆色のアーマ−黎明−」挿入歌
- 「Blue Eyes」（作曲/編曲）

ONE LOVE ONE HEART
- 「本日ハ晴天ナリ」（編曲）
- 「Glory Dayz」（作詞/作曲/編曲）

Story of Love
- 「PERFECT WORLD」（作曲）

倖田來未 （全作曲/編曲）
- 「ChaO!!」（STUDIO4℃劇場映画『ChaO』主題歌）
- 「Change my future」（『仮面ライダーギーツ×リバイス MOVIEバトルロワイヤル』主題歌）
- 「Dangerously」（Vシネクト『仮面ライダーギーツジャマト アウェイキング』主題歌）
- 「BRIDGET SONG」（作詞/作曲）
- 「Stand by you」（作曲）
- 「What's Up」（編曲）
- 「Promise you」（作詞/作曲）
- 「LIT」（作曲/編曲）
- 「LIFE so GOOD!!」（作曲/編曲）
- 「ALL RIGHT」（作曲/編曲）
- 「All for you」（作曲/編曲）
- 「Dangerous」（作曲/編曲）
- 「WATCH OUT!! 〜DNA〜」（作曲/編曲）
- 「心からi love you」 （作曲）
- 「Eh Yo」（作曲/編曲）
- 「for...」（作曲）
- 「No One」（作曲/編曲）
- 「Bow Wow」（作曲/編曲）
- 「アネモネ」（作曲/編曲）
- 「Sure shot」（作曲）
- 「Doo-Bee-Doo-Bop」（作曲）
- 「UNICORN」（作曲）
- 「Heven's Kitchen」（編曲）
- 「Vroom」（作曲/編曲）
- 「TOKIO」（編曲）
- 「Let's fight for love!」（作曲/編曲）
- 「BLACK WINGS」（作曲/編曲）
- 「WINGS」（作曲）
- 「Hello Yesterday」（作曲）
- 「One Night Carnival」（編曲）